# Circunscripción electoral de Stanley del Este

Stanley del Este (East Stanley) fue una circunscripción electoral del Consejo Legislativo de las Islas Malvinas que existió desde 1977 hasta 1985. La circunscripción fue creada en 1977 con la puesta en práctica de una enmienda del Consejo Legislativo de ese año, y fue abolida solo ocho años más tarde, cuando la Constitución de las Islas Malvinas entró en vigor en 1985. El distrito electoral de East Stanley eligió a un miembro del Consejo Legislativo y consistió en la zona oriental de la ciudad capital, Puerto Argentino/Stanley. Ahora forma parte de la circunscripción electoral de Stanley. William Henry Goss representó la circunscripción durante toda su existencia.